# Furlansko
Furlansko (také Furlánsko, Furlandsko nebo Friulsko, italsky Friuli, furlansky Friûl, slovinsky Furlanija, německy Friaul, vše původem z latinského názvu Forum Iulii) je historický region na severovýchodě Itálie v okolí města Udine na hranicích s Rakouskem a Slovinskem. Jazykem většiny původního obyvatelstva je furlanština, jeden z rétorománských jazyků. Vedle toho jsou zde i německy a slovinsky mluvící menšiny.

## Dějiny

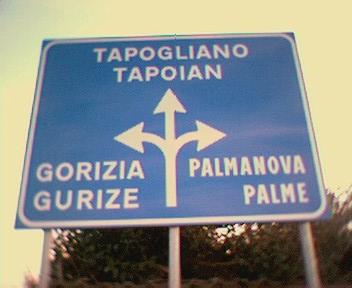
Silniční ukazatel s nápisy v italštině a furlanštině

Furlanské vévodství, původně langobardské, se v 9. století stalo markou Franské říše. Později se většina území stala součástí Akvilejského patriarchátu a roku 1420 byla přičleněna k Benátkám, kam patřila do roku 1794. Po zániku Benátské republiky furlanské území připadlo rakouským Habsburkům. Od roku 1815 z větší části patřilo k Lombardsko-benátskému království a od roku 1866 se stalo součástí sjednocené Itálie, přičemž poslední část území Itálie získala roku 1919.
Od dob počátků zemědělství tudy prošlo 46 velkých národnostních invazí. V roce 181 zde Římané založili kolonii. Aquileia se stala hlavním městem provincie Venetia et Histria kontrolující Jaderské moře až po Kvarnerský záliv. Název Furlansko (Friuli) pochází od Langobardů, kteří ustanovili dosud nevýznamné římské Forum Iulii, dnešní Cividale, hlavním městem vévodství jako pevnost proti Avarům a Slovanům. Germánské vévodství Langobardů, kteří sem přišli v době stěhování národů z oblasti kolem Polabí, přes Moravu a Panonii, zde existovalo mezi léty 568 a 774, kdy je dobyl Karel Veliký. Zdejší vládce Berengar I. se v roce 888 stal italským králem.
Benátky okupovaly území od roku 1420. Navzdory zchudnutí země a omezení její samostatnosti benátská vláda uznávala jistou autonomii vazalské země, a přidělila jí parlament Patria Friuli (odkazující ke starému patriarchátu) v Udine, což se pravděpodobně stalo základem soudobému národnímu uvědomění.
Na severu historické území ohraničuje povodí řeky Gail a nejvýznamnější řeky Tagliamento, na jihu Jadran, i když přímořské starořímské osady Grado a Marano se s furlanskou pevninou příliš neidentifikují. Západovýchodní ohraničení staré furlanské země bylo vždy spíš historické než geografické. Západ jasně ohraničený řekou Livenzou, již Furlansko překračuje jen v okolí Pordenone, a předcházejícím velkým údolím řeky Piavy protékající provinčním Bellunem. Východní hranice je však velmi nejasná, resp. proměnná.

### Historický vztah k Čechám
České kořeny měl františkánský misionář Odorik z Pordenone, který ve 14. století cestoval do Asie. Jeho spis vyšel v češtině pod názvem Já bratr Oldřich, Čech z Furlánska.
Roku 1272 připojil Furlansko ke svému panství český král Přemysl Otakar II.

## Současnost
Název současného autonomního italského regionu Furlansko-Julské Benátsko obsahuje nejen slovo Furlánsko (Friuli), ale i Julské Benátsko (Venezia Giulia). Tento název platí od skončení druhé světové války. Rok předtím dalo ústavodárné shromáždění pětině regionu pod tímto názvem speciální status, který dostala i území pod jugoslávskou správou a Terst.
Pojem Julské Benátsko vytvořili bez jakýkoli tradičních historických souvislostí italští nacionalisté v roce 1863 na svém sjezdu v Miláně. Jejich ohromný plán obsahoval pod tímto pojmem zařazení všech území na východ a jih od řeky Soči (it. Isonzo), tedy jádro Furlanska včetně hrabství Gorice, Terst, ale i Istrii a Dalmácii, kde byla tehdy významná italská benátská menšina. Po zákazu obsazení území obce Muggia na jihovýchod od Terstu se pojmenování poněkud zredukovalo na název provincie Terst.